# Макробія
Макробія — антична африканська держава на Африканському Розі, що напевне існувала у I тис. до н. е. Можливо, ця держава тотожна давньоєгипетському Пунту або є його спадкоємиця. Власна назва невідома, оскільки Макробія — це давньогрецьке визначення, яке означає «Довге життя». Низка дослідників розглядає, що це навіть міфічна держава.

## Історія
Основні відомості про неї містяться в давньогрецького історика Геродота. Йдеться, що Макробія існувала десь на півдні. За поширенішою теорією це сучасне Сомалі. Проте висловлюється припущення, що Геродот мав на увазі Кордофан. Втім Пліній Старший і Помпоній Мела також вважали марокбіїв ефіопами, тобто тих, хто живе на південний захід. Історик Ктесій вважав, що Макробія розташована в долині річки Інд чи східніше від нього.
Перський цар Камбіз II після завоювання Єгипту 525 року до н. е. відправив послів до Макробії, привізши розкішні подарунки для макробійського царя з тим, щоби той визнав зверхність Персії. Це свідчить про значущість на той час цієї держави у військовому і торгівельному сенсі. Втім цар Макробії відхилив цю пропозицію: якщо перси змогли б його підкорити, вони мали б право вдертися до його країни, але до того часу вони повинні дякувати богам за те, що макроби ніколи не будуть нападати на їхню державу.

## Устрій
Царя обирали, ймовірно серед представників панівної династії. Значний вплив мала знать. Вони мали ринки, суди та тюрми.

## Господарство
Основу становили скотарство, рибальство й торгівля. Саме остання була ключовим напрямом розвитку й піднесення держави. Розвинена обробка металів. За Геродом, Макробія відома своїм золотом, якого було настільки багато, що макробійці заковували своїх в'язнів у золоті ланцюги.

## Культура
За Геродотом, макробійці практикували складну форму бальзамування. Макробійці зберегли тіла померлих, спочатку витягуючи вологу з трупів, потім накладаючи тіла типом штукатурки і, нарешті, оздоблевши екстер'єр яскравими кольорами, щоб максимально реалістично наслідувати померлого. Потім вони помістили тіло в порожнистий кришталевий стовп, який тримали в своїх будинках протягом приблизно року